# Master of Paradise
Master of Paradise – dziewiąty album studyjny amerykańskiego gitarzysty Tony'ego MacAlpine'a. Wydawnictwo ukazało się w 1999 roku nakładem wytwórni muzycznej Shrapnel Records.

## Lista utworów
Opracowano na podstawie materiału źródłowego.
1. "Years of Darkness" (MacAlpine) - 5:26
2. "Live to Die" (MacAlpine) - 6:45
3. "Circus" (MacAlpine) - 4:14
4. "Still" (MacAlpine) - 5:02
5. "Time" (MacAlpine) - 5:14
6. "Master of Paradise" (MacAlpine) - 6:14
7. "Imagination" (MacAlpine) - 4:57
8. "Maker Is King" (MacAlpine) - 3:48
9. "Final Hour" (MacAlpine) - 4:28
10. "Au Bord d'Une Source" (MacAlpine) - 3:18

## Twórcy
Opracowano na podstawie materiału źródłowego.

- Tony MacAlpine – śpiew, gitara, instrumenty klawiszowe, inżynieria dźwięku, produkcja muzyczna
- Atma Anur – perkusja
- Larry Dennison – gitara basowa
- Brian Levi – inżynieria dźwięku, miksowanie
- Albert Law – mastering